# شیخ مهدی
شیخ مهدی، روستایی در دهستان دهدز بخش مرکزی شهرستان دزپارت در استان خوزستان ایران است.این روستا در واقع روستای دوم بعد از روستای دره غریب سکونتگاه تیره زندی از طایفه اورک بختیاری می باشد. نام اصلی آن در قباله های قدیمی شیخ محی الدین بوده که در گویش لری بختیاری شیخ مادی تلفظ میشود، که در همان روستا مدفون است. رونق آن روستا بعد از انقلاب با نقل مکان زندی ها از روستای دره غریب به آنجا شروع تا دهه هشتاد که با موج مهاجرت از روستا به شهر امروزه اکثر مردم قدیمی آنجا در شهرستان ایذه ساکن هستند.

## جمعیت
بر پایه سرشماری عمومی نفوس و مسکن در سال ۱۳۹۵، جمعیت این روستا برابر با ۲۱۵ نفر (۶۷ خانوار) بوده است.